# Cardioglossa manengouba
Cardioglossa manengouba är en groddjursart som beskrevs av Blackburn 2008. Cardioglossa manengouba ingår i släktet Cardioglossa och familjen Arthroleptidae. Inga underarter finns listade.